# الجرف الزجاجي
الجرف الزجاجي هو مصطلح يقصد به ظاهرة تحدث للنساء في المناصب القيادية مثل منصب المدير التنفيذي في شركات العالم والاختيار السياسي للمرشحات النساء؛ حيث يتقلدن الأدوار القيادية أكثر من الرجال خلال فترات الأزمات وعندما تكون فرصة الفشل أكبر. 

## المنشأ
تمت صياغة التعريف في عام 2004 على يد الأساتذة البريطانيين ميشيل ك. ريان وألكساندرهاسلام من جامعة إكستير، المملكة المتحدة، وفي دراسة هاسلام وريان تم اختبار آداء فوتسي 100 لشركات قبل وبعد تعيين جديد لأعضاء مجلس الشركة؛ حيث وجدوا أن الشركات التي أعطت مناصب للنساء في مجلسها كانوا أكثر ميلًا إلى الآداء السيء باستمرار في الخمسة أشهر السابقيين،  وقد تطور هذا العمل في النهاية إلى ظاهرة عرفت باسم الجرف الزجاجي (glass cliff) والذي يشبه مصطلح السقف الزجاجى (glass ceiling). ومنذ نشأت المصطلح استخدم بشكل ممتد خارج عالم الشركات ليشمل السياسة وغيرها من المجالات.

## نظرة عامة
أظهر بحث ريان وهاسلام أنه عندما تخترق النساء السقف الزجاجى وتتولى مناصب قيادية فغالبا ما تكون لديهن تجارب مختلفة عن نظائرهن الرجال، وبشكل محدد أكثر فإن النساء يملن لشغل المناصب المحفوفة بالمخاطر وبالتالى احتمالية تعرضهن للفشل تكون أكبر إما لمسؤليتهن عن قيادة المنظمات (أو الوحدات التنظيمية) التي تواجه أزمة أو لأنهن لا يحصلن على الموارد والدعم اللازمين للنجاح.
وامتدادًا لمصطلح (السقف الزجاجى) استحضر ريان وهاسلام مفهوم (الجرف الزجاجى) للإشارة إلى الخطر الذي يشمل التعرض لمجازفة السقوط. وعادة ما تكون مدة شغل منصب المدير التنفيذي أقصر في الشركات التي تكافح بالمقارنة مع الشركات المستقرة. 
وقد استخدم مصطلح (الجرف الزجاجى) لوصف التمييز في العمل الذي يتعرض له القادة الأعضاء من الأقليات وذوى الاحتيجات الخاصة.
وتم توثيق ظاهرة الجرف الزجاجى في مجال القانون؛ حيث كشفت دراسة عام 2006 أن طلاب القانون كانوا أكثر ميلا لإحالة قضية عالية الخطورة إلى محامية رئيسة بدلاً من الذكور .ووجدت دراسة أجريت عام 2010  أن الطلاب الجامعيين في العلوم السياسية البريطانية يفضلون اختيار سياسي من الذكور لخوض مقعد آمن في الانتخابات الفرعية، وأكثر ميلًا لاختيار مرشحة الإناث عندما تم وصف المقعد بأنه يصعب الحصول عليه.
وقد فشلت أبحاث أخرى في تأكيد وجود ظاهرة الجرف الزجاجي؛ حيث أظهرت دراسة أجريت عام 2007 عن أداء الشركات السابقة لتعيينات الرؤساء التنفيذيين أنه من غير المرجح أن يتم اختيار النساء من بين المديرين التنفيذيين لشغل مناصب قيادية غير مستقرة.

## الشرح
تم تطوير العديد من النظريات لشرح وجود نظرية الجرف الزجاجي:
تقول كرستين أندرسون أستاذة علم النفس في جامعة هيوستن أن الشركات قد تعرض وظائف «الجرف الزجاجي» للنساء لأنهم يعتبرون النساء كبش فداء ولديهن قابلية أكبر للاستهلاك. وتدعى كرستين أن المنظمات التي توفر وظائف صعبة للنساء هي منظمات تسعى لأن تربح على أي حال فإذا نجحت المرأة فالشركة في حال أفضل وإذا فشلت المرأة فالشركة ليست في وضع سيء حيث يمكن إلقاء اللوم على المرأة وتحصل الشركة على الائتمان ويمكن للشركة حينها العودة إلى أسلوب تعيين الرجال السابق.
ويقول هاسلام وريان أن دراستهم أظهرت أن الناس يعتقدون أن كثير من النساء مناسبين أكثر لقيادة الشركات المتعبة وغير الناجحة لأنهن يشعرن أن النساء أكثر قدرة على الرعاية والإبداع وسرعة البديهة  ؛ في حين يتناقش الباحثون أن سبب تفضيل قيادة النساء في مثل هذه الأوضاع ليس لأنهن سيحسن الوضع ولكن ينظر إليهن على أساس سهولة وضع اللوم عليهن في حالة الفشل التنظيمى. 
أما عن أسباب كون النساء الشاغلات لمنصب المدير التنفيذي أكثر ميلا من الرجال لقبول مناصب الجرف الزجاجى فقد يكون ذلك لعدم تحذيرهن أو إخفاء المعلومات الكافية عن وضع الشركة الحقيقي عنهن، وتقول أستاذ جامعة ولاية يوتا على كوك أن النساء والأقليات يرون أن الوظائف الخطرة المتوفرة هي فرصتهم الوحيدة التي يحتمل أن يحصلوا عليها لذا يقبلون بها.

## الآثار
أرجعت دراسة للمشاركة النسائية أن وجود الجرف الزجاجى سببه وجود فرص قليلة للمدراء التنفيذين من النساء والتميز الجنسي ومحسوبية الرجال في المجموعة. وقال مشاركون ذكور في الدراسة أن النساء ليسو مناسبين مثل الرجال لصعوبة دور القيادة أو لاتخاذ قرار إستراتيجي أو أن الجرف الزجاجى لا يرتبط بنوع الجنس.
ويكمن خطر مناصب الجرف الزجاجى في إلحاق الضرر بالمديرين التنفيذين من النساء وبإمكانيتهم الوظيفية لأنه عندما يكون أداء الشركة ضيعف يميلون لإلقاء اللوم على قيادة الشركة بدون الأخذ بالمتغيرات الظرفية والقياسية ؛ ومع ذلك يتناقش بعض الباحثون أن الشركات في المواقف السيئة يوفرون المزيد من السلطة والنفوذ بالمقارنة مع الشركات المستقرة. 

## الأمثلة
وصفت وسائل الإعلام الإخبارية ما يلي بأمثلة على جرف الزجاج:
في عام 1990 تم تعيين امرأتان رئيسيتان في أستراليا: ورثت جوان كيرنرعجزًا كبيرًا في فيكتوريا، في حين ترأست كارمن لورنس حزبًا سبق واتهامه بالفساد. وفي عام 2009 تم تعيين كريستينا كينالي رئيسة وزراء ولاية نيو ساوث ويلز وسط اقتراع منخفض لحزبها وهزيمتها في نهاية المطاف في عام 2011. وتم تعيين جوليا جيلارد كأول رئيسة للوزراء في أستراليا وأُطيح بها فيما بعد وسط شكاوى إجرائية بشأن تسرب القيادة.
وفي عام 1993 انتخب حزب المحافظين التقدمي الكندي الذي يواجه درجات منخفضة من التأييد وخسارة شبه مؤكدة في الانتخابات العامة المقبلة، انتخبت كيم كامبل ثم وزير الدفاع، ليحل محل برايان مولروني كقائد لها. أعطت الانتخابات المحافظين التقدميين واحدة من الهزائم الأكثر تدميراً في التاريخ الكندي حيث قللت من 156 مقعدًا إلى 2.
وفي عام 2008 بعد الأزمة المصرفية الأيسلندية، تم تعيين العديد من النساء لإصلاح الصناعة مع الأساس المنطقي الذي مفاده أن وجهات نظر أوسع من شأنها أن تمنع نفس الأخطاء من الحدوث.
في عام 2011 «كان وقتًا رهيبًا للصحف» عُينت جيل أبرامسون رئيسة تحرير صحيفة نيويورك تايمز، وفي عام 2014 تم فصلها.
في عام 2012 تم تعيين ماريسا ماير كرئيس تنفيذي لشركة Yahoo بعد خسارتها حصة تسويقية كبيرة لشركة جوجل.
وفي عام 2014 عينت جنرال موتورز ماري بارا رئيسًا تنفيذيًا خلال فترة أعلنت فيها عددًا من عمليات سحب المنتجات. (ومع ذلك فإن مصدر الأخبار الذي يثير هذا المثال يوضح أيضًا احتمال بطلان المنحدرات الزجاجية وكيف رحُب ببارا بحرارة في هذا المنصب بسبب الجدارة والموهبة.)
في عام 2015 استقالت إلين باو وسط جدل بعد عدة أشهر كرئيس تنفيذي لشركة رديت (Reddit).وجهت فيكتوريا تايلور الكثيرمن الغضب إلى إطلاق الموظفة الشعبية، على الرغم من أن الرئيس التنفيذي السابق لريديت يشان وونغ كشف أن هذا كان قرار مؤسس الشركة ألكسيس أوهانيان وليس باو.
في عام 2016 أصبحت تيريزا ماي زعيمة حزب المحافظين ورئيس وزراء المملكة المتحدة بعد فترة وجيزة من استفتاء ترك الاتحاد الأوروبي تسبب في انخفاض قيمة العملة إلى مستويات لم تشهدها منذ 30 عامًا.